# Canzoni spericolate
Canzoni spericolate è stato un programma televisivo italiano trasmesso in prima serata il mercoledì su Canale 5 nel 1993 e nel 1994, con la conduzione di Enrica Bonaccorti nella prima edizione e di Marco Columbro nella seconda.

## La trasmissione
Il programma era una gara canora tra personaggi famosi (non cantanti), che in ogni puntata si sfidavano - suddivisi in due differenti squadre - interpretando classici della musica italiana e internazionale, diretti dall'orchestra di Augusto Martelli.
Il pubblico in studio esprimeva la propria votazione per ogni brano proposto durante la puntata, fino a decretare le migliori performance. Ogni squadra aveva la possibilità di incrementare il proprio punteggio attraverso un'esibizione corale.
La regia della trasmissione, registrata nello Studio 10 di Cologno Monzese, era di Egidio Romio.

### Prima edizione
La prima edizione del varietà andò in onda dal 16 giugno 1993, condotta da Enrica Bonaccorti e la partecipazione di Massimo Boldi, per tre serate, due eliminatorie più la finale. Tra i personaggi noti che hanno partecipato a questa edizione vi erano la signora Sandra Mondaini con il brano Stasera che sera!, Emma Coriandoli (personaggio interpretato da Maurizio Ferrini) che interpretò Le colline sono in fiore, Maria Teresa Ruta con Quando quando quando, Licia Colò con St. Tropez Twist, Patrizio Oliva con Una carezza in un pugno, Marco Predolin con La pelle nera, Eleonora Giorgi con Tropicana, Giorgio Chinaglia con Vita spericolata, Sergio Vastano con Diavolo in me, Maria Giovanna Elmi con Bello e impossibile, Davide Mengacci con Stessa spiaggia stesso mare, mentre Susanna Messaggio propone Con il nastro rosa.
Le due differenti squadre venivano nominate "Sole" e "Luna".

### Seconda edizione
La seconda edizione è stata trasmessa dal 5 aprile 1994 e condotta da Marco Columbro, con il medesimo regolamento dell'anno precedente. Le due squadre erano denominate rispettivamente "rossa" e "blu".
La squadra rossa era capitanata da Gabriella Carlucci (che interpretò La bambola) ed era composta inoltre da Eva Grimaldi che rinterpretò il Tuca tuca in versione veneta, Giucas Casella con Fatti mandare dalla mamma a prendere il latte, Agostina Belli con Due e Ugo Pagliai con Eri piccola così. La squadra blu invece, capitanata da Giuliano Gemma che interpretò Pippo non lo sa, rispondeva con Gigi e Andrea con Nord sud ovest est, Ramona Dell'Abate con Ancora, Aldo Serena con Il tempo di morire e Paola Quattrini con Tintarella di luna. Altri partecipanti furono Natalia Estrada insieme a Giorgio Mastrota, Alberto Castagna, Federica Moro, Stefano Tacconi e Sandro Paternostro.

### Accoglienza
La trasmissione ottenne buoni ascolti in particolar modo nella prima edizione, che toccò i sei milioni di telespettatori.